# ログライン
『ログライン』は、2019年4月17日に発売された夏川椎菜の1枚目のアルバム。「ファーストプロット」ほか、シングル表題曲3曲を含む全13曲が収録された。

## 概要
タイトルの「ログライン」は、「あらすじよりも短い、その物語を表す短文」というイメージで付けられた。ソロデビューからアルバムリリースまで約2年間の流れや変化を本アルバムにまとめた。
リード曲「ファーストプロット」及び「ステテクレバー」「チアミーチアユー」の3曲は、初めて自身で作詞を担当した。「ファーストプロット」は、意図して「パレイド」のアンサーソングとしたわけではないが、精神的な成長を経て「無意識にアンサーが出た」のかもしれないと語っている。
本アルバムを引っ提げ、2019年9月25日から、1stライブツアー「プロットポイント」が開催された。

## 収録内容

### 収録曲
| #   | タイトル                              | 作詞           | 作曲               | 編曲     |
| --- | ------------------------------------- | -------------- | ------------------ | -------- |
| 1.  | 「パレイド」                          | ワタナベハジメ | 山田竜平           |          |
| 2.  | 「ステテクレバ―」(*)                  | 夏川椎菜       | HAMA-kgn           |          |
| 3.  | 「ナイモノバカリ」                    | ワタナベハジメ | Haggy Rock         |          |
| 4.  | 「イエローフラッグ」(*)               | ワタナベハジメ | HAMA-kgn           |          |
| 5.  | 「gravity」(Album Mix)                | 深川琴美       | Kon-K              |          |
| 6.  | 「キミトグライド」(*)                 | ワタナベハジメ | 高阪昌至           | 清水哲平 |
| 7.  | 「フワリ、コロリ、カラン、コロン」    | 雪沢実花       | 植松芳裕           |          |
| 8.  | 「Daisy Days」(Album Mix)             | 谷口尚久       | 白戸佑輔           |          |
| 9.  | 「チアミーチアユー」(*)               | 夏川椎菜       | 浅利進吾           | 川崎智哉 |
| 10. | 「シマエバイイ」(*)                   | SHIBU          | SHIBU              |          |
| 11. | 「ラブリルブラ」                      | 田中秀典       | 田中秀典           | 川口圭太 |
| 12. | 「グレープフルーツムーン」(Album Mix) | 坂井竜二       | ミト（クラムボン） |          |
| 13. | 「ファーストプロット」(*)             | 夏川椎菜       | 田中秀典           | 川口圭太 |

（ * は新曲。）

### 特典映像

#### 初回生産限定盤A Blu-ray
| #  | タイトル                                  | 作詞 | 作曲・編曲 |
| -- | ----------------------------------------- | ---- | ---------- |
| 1. | 「ファーストプロット Music Video」        |      |            |
| 2. | 「ファーストプロット Music Video Making」 |      |            |

#### 初回生産限定盤B DVD
| #  | タイトル                           | 作詞 | 作曲・編曲 |
| -- | ---------------------------------- | ---- | ---------- |
| 1. | 「ファーストプロット Music Video」 |      |            |
| 2. | 「ミニヒストリー」                 |      |            |